# Playdead
Playdead — данський незалежний розробник відеоігор, розташований в Копенгагені. Студія була заснована у 2006 році Арнтом Дженсеном та Діно Патті для розробки платформера Limbo (2010). Після його випуску Playdead почала працювати над черговим платформером Inside (2016). Обидва проєкти здобули визнання критиків і були названі одними з найкращих ігор усіх часів. Незабаром після випуску Inside Патті пішов зі студії через внутрішні розбіжності.

## Історія
У 2000 році, після навчання в Коллінгській школі дизайну, Арнт Дженсен влаштувався концепт-художником в IO Interactive, відомою за франшизою Hitman. У 2002 році він залишив студію через незадоволеність її дедалі більш корпоративним нахилом і став фрилансером. Водночас він малював ескізи для свого потенційного проєкту і, після спроб самостійно написати код для гри у Visual Basic, вирішив створити тизер-трейлер для демонстрації її художнього стилю, сподіваючись залучити програміста для допомоги. Тизер викликав значний інтерес в інтернеті, що зрештою призвело до зустрічі Дженсена з програмістом Діно Патті та спільному заснуванню Playdead у 2006 році.
Хоча Патті надавав допомогу в перші кілька місяців, він усвідомив, що проєкт набагато перевершував їхні можливості та вирішив розширити студію. Розмір основної команди Playdead під час розробки становив вісім співробітників, а на різних етапах збільшувався до 16 через залучення фрилансерів. Спочатку фінансування проєкту здійснювалося коштом особистих заощаджень засновників та невеликих грантів від уряду Данії, але згодом розробники заручилися підтримкою великих інвесторів. Гра ґрунтувалася на пропрієтарному ігровому рушії студії, тоді як ігровий процес являв собою двовимірним платформер із головоломками. Вона була випущена під назвою Limbo у липні 2010 року. Гра здобула визнання критиків, які класифікували її як приклад відеоігор як мистецтва, і була нагородженна численними преміями. Деякі видання назвали Limbo однією з найкращих ігор 2010 року, а також однією з найкращих ігор загалом. Успіх проєкту дав розробникам змогу викупити студію в інвесторів, що зробило її повністю незалежною.
Через кілька місяців після випуску Limbo команда вже працювала над новою грою під робочою назвою Project 2. Розробники вирішили перейти на рушій Unity, щоб у такий спосіб полегшити виробничий процес. Проєкт використовував багато ігрових ресурсів, які не були задіяні у Limbo, і мав схожий ігровий процес та візуальне оформлення, унаслідок чого був названий духовним наступником Limbo. Данський інститут кінематографії надав Playdead фінансову підтримку в розмірі 1 мільйона $, тоді як композитор Мартін Стіґ Андерсен, який уже співпрацював зі студією раніше, написав музику для проєкту спільно з Ґунвер Реберґ. Гра була анонсована під назвою Inside на виставці E3 у 2014 році та випущена в червні 2016-го. Вона також здобула визнання критиків та була номінована на численні нагороди. Як і Limbo, гра була названа деякими виданнями однією з найкращих ігор усіх часів.
Патті пішов із Playdead незабаром після випуску Inside, продавши свої акції Дженсену. Патті заявив, що залишає студію «в стані, коли вона безперечно може справлятися зі своїми завданнями» і висловив бажання зайнятися новою справою. Згідно з данським виданням Dagbladet Børsen, у 2015 році між засновниками виникли розбіжності, які, за словами Патті, стосувалися «можливих термінів для наступного проєкту (проєктів) і [того], де я зараз перебуваю в житті». Унаслідок цього Дженсен подав Патті заяву про своє звільнення з посади креативного директора, хоча й мав намір залишитися керівником. Однак заява була помилково витлумачена Патті як повне залишення Дженсеном студії, і згодом він видалив його ім'я із записів Playdead в данському реєстрі підприємств. Це призвело до конфронтації між засновниками та їхніми адвокатами, що вимагало втручання Управління в справах бізнесу Данії для вирішення конфлікту. Зрештою, Патті уклав угоду щодо продажу своїх акцій за 50 мільйонів данських крон (приблизько 7,2 мільйона $). За словами Патті, він був розчарований тим, як закінчилася його участь у Playdead, але описав Дженсена як «справді хорошого друга та ділового партнера протягом багатьох років». У 2017 році Патті заснував Jumpship разом із кіноаніматором Крісом Олсеном, а в листопаді 2022-го студія випустила свій дебютний проєкт Somerville, чий візуальний стиль був порівняний з іграми Playdead.
У січні 2017 року Playdead оголосила про роботу над новим проєктом, який був описаний Дженсеном як «доволі самотня науково-фантастична гра десь у всесвіті»; проєкт розробляється під робочою назвою Game 3. На відміну від попередніх ігор студії, Game 3 використовує управління від третьої особи у тривимірному світі, оскільки команда «втомилася від обмежень двовимірних ігор». У березні 2020 року було повідомлено, що Epic Games стане видавцем і покриє витрати на розробку, а також надасть підтримку стосовно свого рушія Unreal Engine, який використовує студія. Водночас Playdead збереже творчий контроль над проєктом, а прибуток буде поділений порівну. Студія працевлаштовувала приблизно 50 співробітників станом на січень 2021 року.

## Розроблені ігри
| Рік  | Назва  | Платформа | Видавець                         |
| ---- | ------ | --- | -------------------------------- |
| 2010 | Limbo  | Android, iOS, Linux, Microsoft Windows, Nintendo Switch, OS X, PlayStation 3, PlayStation 4, PlayStation Vita, Xbox 360, Xbox One | Microsoft Game Studios, Playdead |
| 2016 | Inside | iOS, macOS, Microsoft Windows, Nintendo Switch, PlayStation 4, Xbox One                                                           | Playdead                         |
| Н/Д  | Game 3 | Н/Д | Epic Games                       |